# Leptorhynchos
Leptorhynchos byl rod menšího teropodního oviraptorosaurního dinosaura, žijícího na území Severní Ameriky (Texas v USA) v období pozdní křídy (asi před 76 až 74 miliony let).

## Výskyt
Dnes jsou rozeznávány dva druhy tohoto rodu, a sice L. gadissi (Longrich et al., 2013). Fosilie tohoto dinosaura v podobě fragmentů kostí dolní končetiny byly objeveny v sedimentech geologického souvrství Aguja. Tento menší dravec nebo všežravec patřil k posledním žijícím neptačím dinosaurům a dožil se pravděpodobně velkého vymírání K-Pg v době před 66 miliony let. Fosilie velmi podobných zástupců této skupiny byly objeveny ještě v podstatně mladších sedimentech geologického souvrství Scollard o stáří asi 67 až 66 milionů let.

## Systematika
Mezi blízké příbuzné tohoto cénagnatidního oviraptorosaura patřily například rody Citipes, Anzu, Chirostenotes, Caenagnathus nebo Caenagnathasia.